# Wilcha

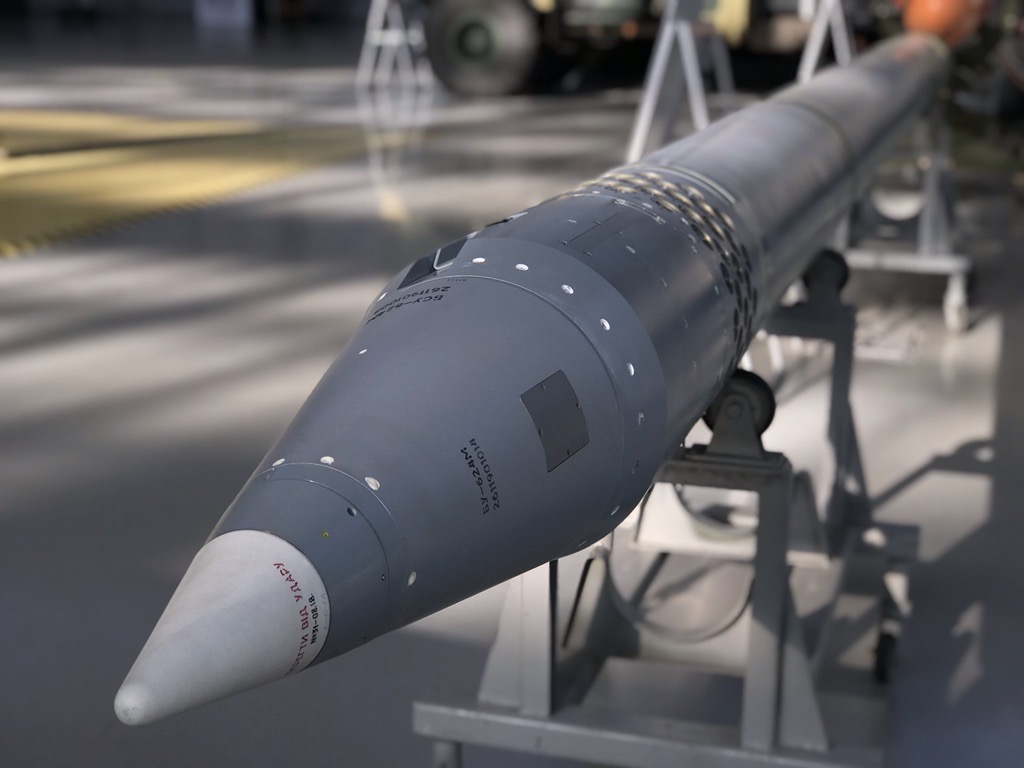
R624M-Rakete

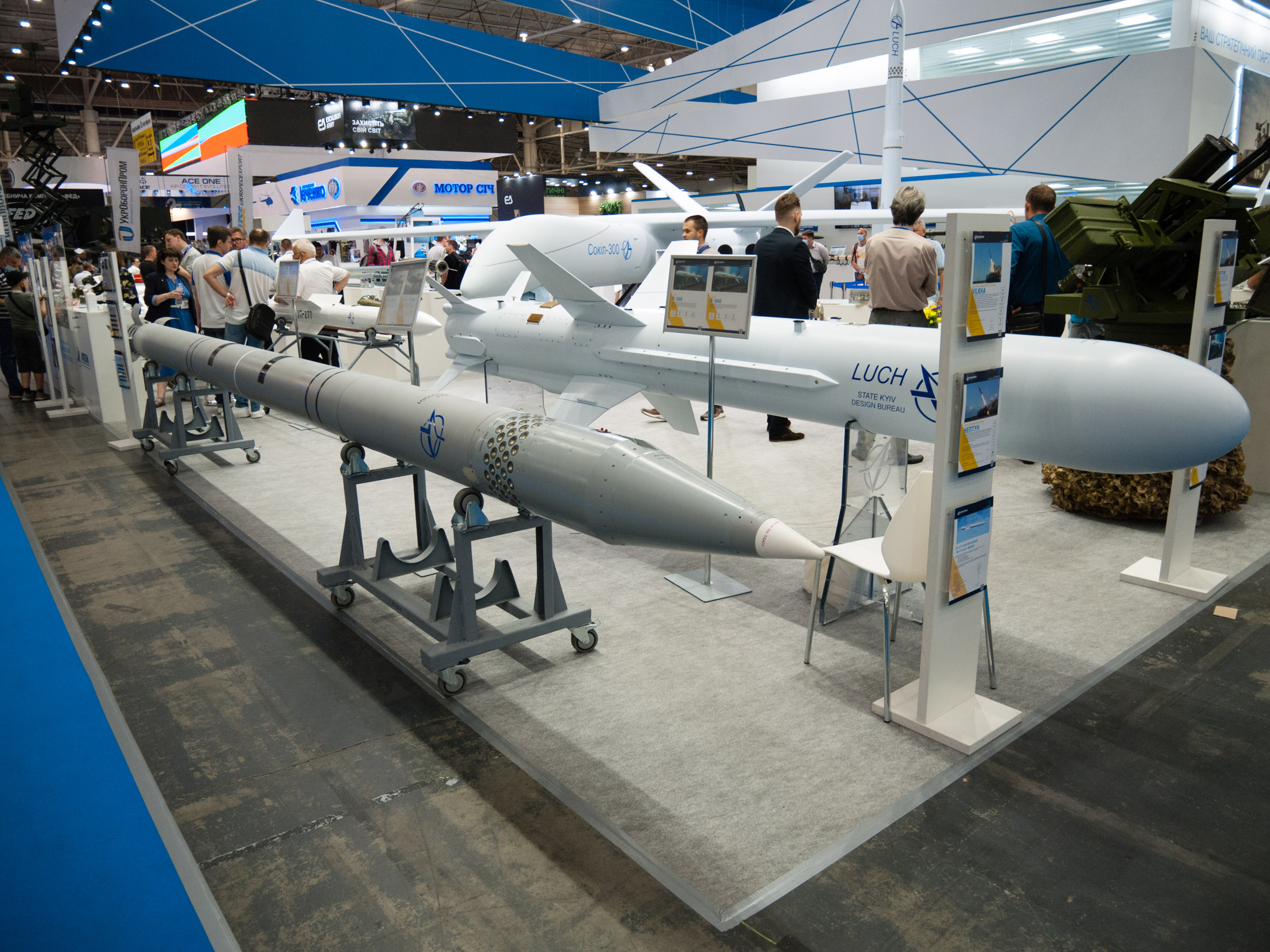
R624M-Rakete auf einer Militärmesse, Juni 2021

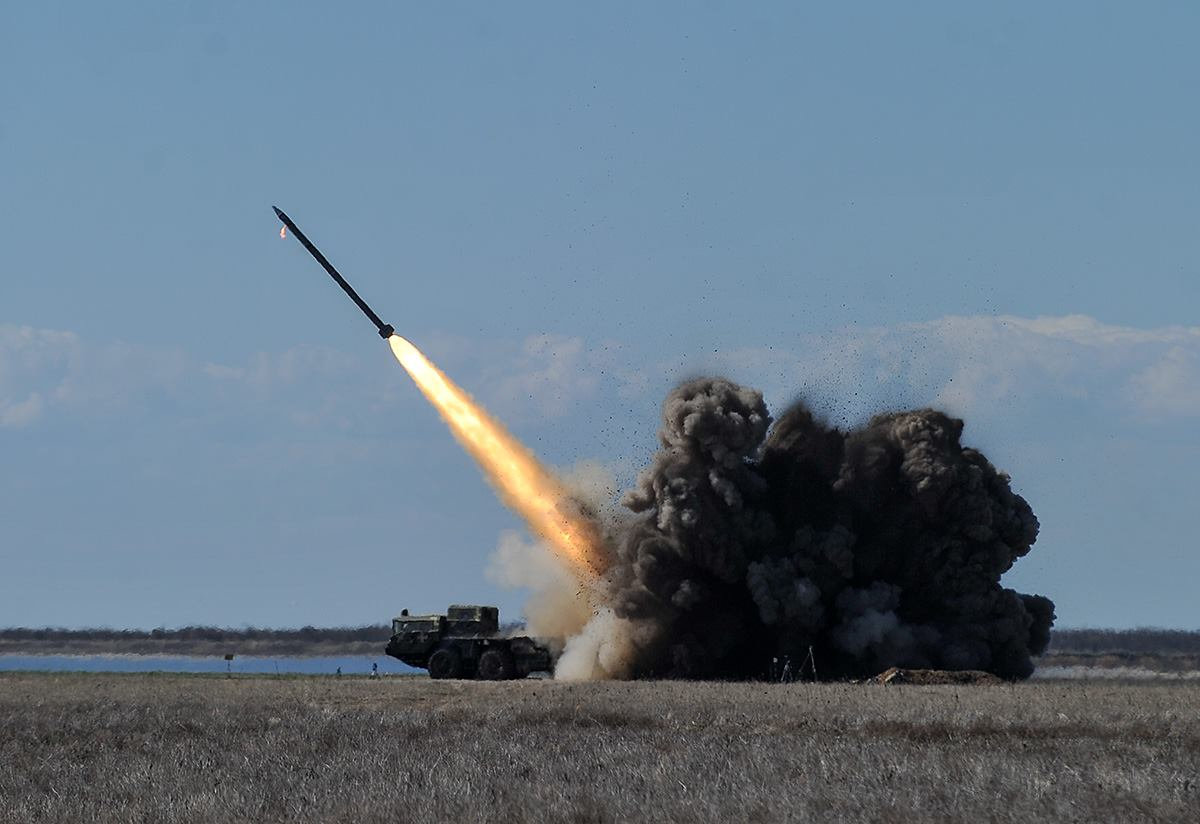
Start einer Wilcha-Rakete, dabei ist die Flamme einer Steuerdüse deutlich erkennbar

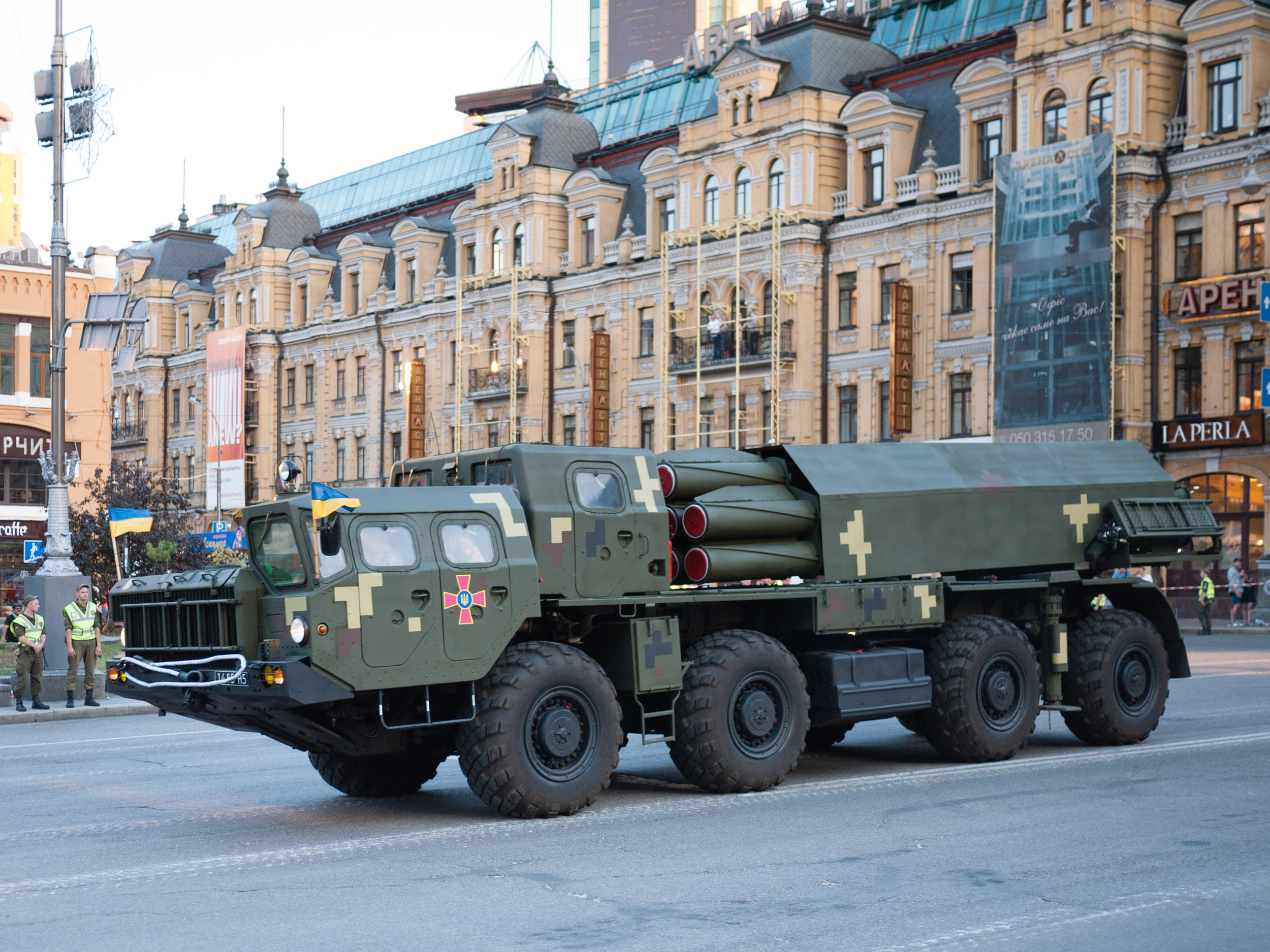
Wilcha-Starterfahrzeug bei einer Parade zum Unabhängigkeitstag in Kiew, 2018

Wilcha  (Ukrainisch Ві́льха für Erle) ist ein ukrainischer Mehrfachraketenwerfer. Es ist eine Weiterentwicklung des sowjetischen BM-30 Smertsch als präzisionsgelenkte Munition.

## Entwicklung
Die Entwicklung von Wilcha als präzisionsgelenkte Munition erfolgte durch das Konstruktionsbüro Luch. Der erste Abschusstest eines Prototyps fand im März 2016 statt, der erste Test mit einer Salve erfolgte im April 2018. Einen ähnlichen Ansatz verfolgte auch China, welches ebenfalls das BM-30 zu einer Präzisionswaffe weiter entwickelte. Außerdem versuchte das Konstruktionsbüro Luch bei den Versionen M, M1 und M2 durch Verkleinerung des Sprengkopfs bei gleichzeitiger Vergrößerung der Treibstoffmenge die Reichweite zu steigern. Eine Reichweitensteigerung ist auch mit einem vom Chemiewerk Pawlohrad entwickelten Raketentreibstoff möglich, der 18 % mehr Schub erzeugt.
Das Waffensystem Wilcha wurde der Öffentlichkeit im Jahr 2018 vorgestellt; die verbesserte Version Wilcha-M ging 2021 in Produktion. Ein Konzept um das ursprüngliche Fahrzeug MAZ-543M aus belarussischer Herstellung durch einen ukrainischen KrAZ-7634 zu ersetzen wurde im Februar 2019 auf der Rüstungsmesse International Defence Exhibition gezeigt. Das neue Fahrzeug soll unter anderem besser gepanzert sein. In April 2021 gab Luch bekannt, dass es einen ausländischen Interessenten für das Waffensystem Wilcha-M gäbe.
Bis März 2023 sollen etwa 100 Wilcha-M Raketen produziert und seit Mai 2022 im Russisch-Ukrainischen Krieg eingesetzt worden sein.

## Technik
Der Wilcha-Mehrfachraketenwerfer verwendet neue R624-Raketen. Diese basiert auf der ursprünglichen 9M55-Rakete mit 300 mm Durchmesser und etwa 8 m Länge. Die R624-Rakete wiegt etwa 800 kg. Davon entfallen 500 kg auf den Antrieb, 70 kg auf das Steuerungssystem und 250 kg auf den Gefechtskopf. Die Endgeschwindigkeit beträgt Mach 3,4 und die Reichweite beläuft sich auf maximal 70 km, was auch der 9M55-Rakete entspricht, allerdings bei einer deutlich verbesserten Genauigkeit.
Nach dem Verlassen der Startvorrichtung hat die Rakete eine Geschwindigkeit von 30 Meter pro Sekunde. Das ist zu wenig, um den Kurs mit aerodynamischen Steuerflächen zu beeinflussen. Deshalb wird die Rakete in der Beschleunigungsphase von kleinen Steuerdüsen stabilisiert. Es sind 90 dieser Steuerdüsen in mehreren Reihen rings um den Raketenkopf angeordnet. Sie können jeweils nur für eine kurze Zeit einen kleinen Schub geben. Die mittlere Flugphase erfolgt ungesteuert. Wenn die Rakete wieder in einer ballistischen Parabel sinkt, beginnt in der dritten Phase der kontrollierte Zielanflug. Aerodynamische Steuerflächen werden ausgefahren und das auf Satelliten- und Trägheitsnavigation basierende Steuerungssystem lenkt die Rakete zu den Zielkoordinaten. Die Genauigkeit kann bei dem Zielanflug durch das Navigationssatellitensystem deutlich gesteigert werden, jedoch kann dieses durch elektronische Gegenmaßnahmen gestört werden. Über die Präzision sind keine gesicherten Details bekannt. Geschätzt wird ein Streukreisradius von 10 bis 30 m.
Um die Reichweite zu steigern, wurden die Versionen M, M1 und M2 mit verkleinerten Gefechtsköpfe projektiert. Die Angaben zu Reichweite, Größe der Gefechtsköpfe sowie Einsatzbereitschaft schwanken hierbei. Nach den Angaben von März 2023 hat R624-M eine maximale Reichweite von 110 km bei einem Gefechtskopf mit 220 kg.
Zusätzlich wurde das Startverfahren in den Wilcha-Fahrzeugen verbessert. Die Dateneingabe ist nun beschleunigt und auch das Ausrichten der Startvorrichtung vereinfacht bzw. automatisiert. Das ursprüngliche Ausrichten mittels Kompass bleibt zur Sicherheit möglich. Der Abschuss der 12 Raketen dauert 48 Sekunden. Insgesamt kann das Fahrzeug den Abschussort bereits nach 3 bis 4 Minuten verlassen.
Ein großer Vorteil des Konzepts ist, dass die R624(M)-Raketen ohne große Modifikationen in bestehende BM-30-Werferfahrzeuge integriert werden können.